# Las Maitas

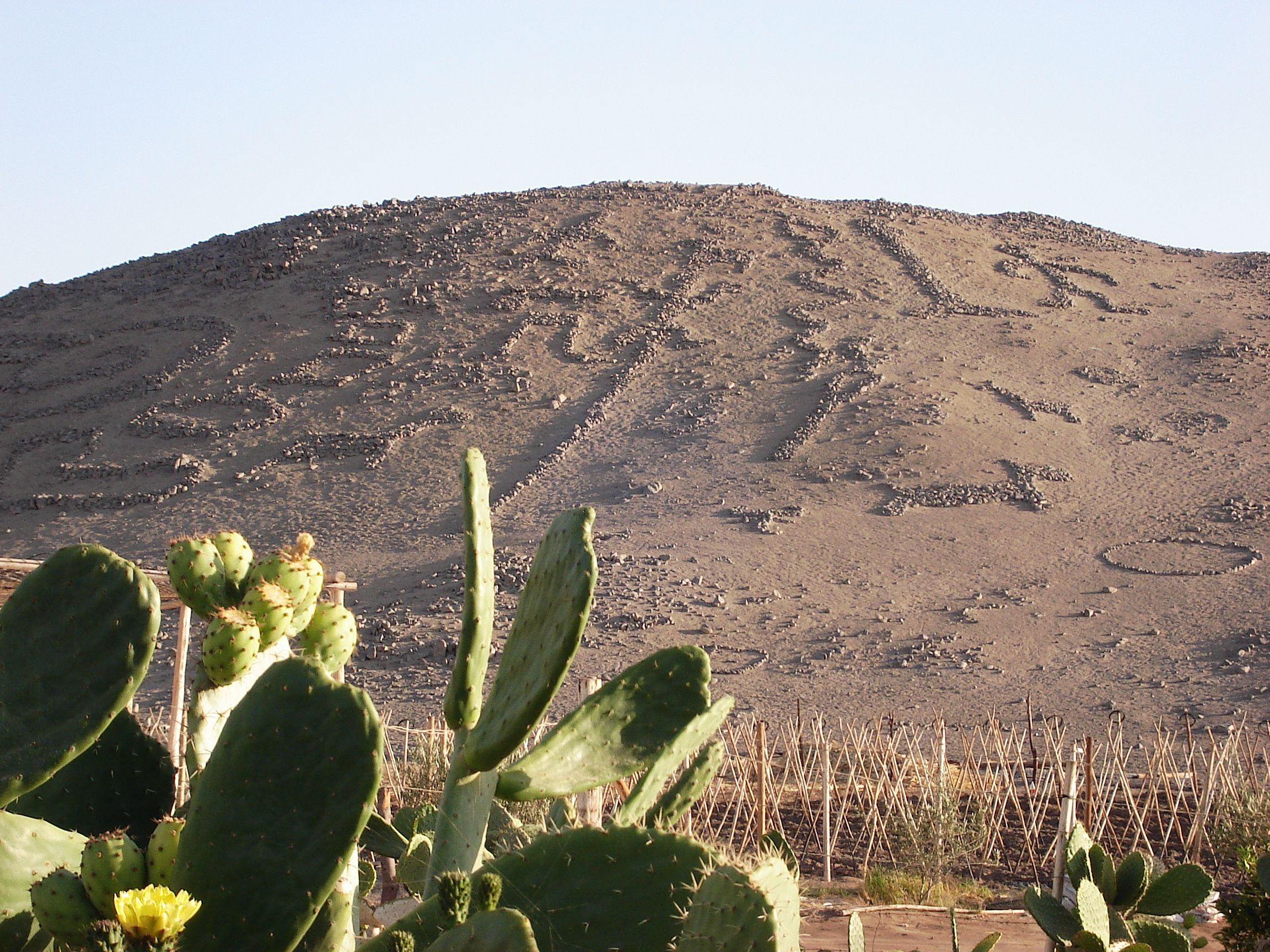
Geóglifos de Azapa

Las Maitas está localizada na comuna de Arica, Província de Arica, formando parte da Região de Arica e Parinacota.
Se encontra no vale do Azapa, águas abaixo do rio San José ao sudoeste de San Miguel de Azapa. Nos alrededores se divisão os geóglifos de Azapa. Nas proximidades se encontra o pucará de San Lorenzo np cume de um cerro. Se acessa a este mediante um caminho rural.

## Demografia
| Coordenadas                  | Localidade | Categoria | População (censo 2002) | População masculina | População femenina | Casas (censo 2002) |
| ---------------------------- | ---------- | --------- | ---------------------- | ------------------- | ------------------ | ------------------ |
| 18° 31′ 05″ S, 70° 11′ 42″ O | Las Maitas | Lugar     | 60                     | 30                  | 30                 | 26                 |